# Kiss This
Albums de Sex Pistols
Live in Trondheim 21st July Filthy Lucre Live
Kiss This est une compilation du groupe de punk britannique Sex Pistols sortie en 1992. Elle contient l'intégralité réarrangée de l'album Never Mind the Bollocks, Here's the Sex Pistols, la B.O The Great Rock 'n' Roll Swindle, des reprises...

## Composition du groupe
- Johnny Rotten - chant
- Steve Jones - guitare
- Glen Matlock - basse
- Sid Vicious - basse, chant
- Paul Cook - batterie

## Liste des chansons
1. Anarchy in the U.K.
2. God Save the Queen
3. Pretty Vacant
4. Holidays In The Sun
5. I Wanna Be Me
6. Did You Know Wrong?
7. No Fun (reprise de The Stooges)
8. Satellite
9. Don't Give Me No Up Child
10. I'm Not Your Steppin' Stone
11. Bodies
12. No Feelin'
13. Liar
14. Problems
15. Seventeen
16. Submission
17. New York
18. EMI
19. My Way (reprise de Claude François, Frank Sinatra, Elvis Presley...)
20. Silly Thing